# Herminia lunalis
Herminia lunalis är en fjärilsart som beskrevs av Giovanni Antonio Scopoli 1763. Herminia lunalis ingår i släktet Herminia och familjen nattflyn. Inga underarter finns listade i Catalogue of Life.